# シチハゴジュウロク
『シチハゴジュウロク』は、原作：工藤哲孝、作画：笹古みともによる日本の漫画作品。

## 概要
同作は、2018年10月31日発売の講談社の『週刊少年マガジン』（講談社）第48号の表紙で巻頭カラーを飾って連載が開始され、2019年の第31号まで連載された全33話から構成された作品で、原作の工藤哲孝と漫画の笹古みともにとって同作はともにマガジンにおける初連載作品となっている。また、第1話のカラーページでは「その少女、致死率100％…」という同作のキャッチコピーとともに赤い目をした美少女・しちはの姿が描かれている通り、「ラブコメ」「怪奇」「ミステリー」の三要素が混ぜ合わされたものとなっている。
尚、2019年2月15日には同作の単行本の第1巻が講談社コミックスより発売されている。

## あらすじ
物語の始まりは20XX年7月8日のK県奥床市。高校生の五六冴郎こと「ゴロー」は川で流されていた美少女の藤宮しちはと出会う。その後、崖の上の広場でしちはと事故でキスをしてしまう。キスをしたその日、ゴローは何者かに線路に突き飛ばされ殺された。しかし、目が覚めると亡くなっていたのは、「ゴロー」ではなく「しちは」だったということになっていた。

## 登場人物
五六 冴郎（ふのぼり ごろう）
同作の主人公となる奥床高校の1年生で、「ゴロー」の愛称で呼ばれている。
藤宮 しちは（ふじみや しちは）
ゴローに川で流されているところを発見された少女。
大橋 歩美（おおはし あゆみ）
ゴローの幼馴染みで、奥床高校の一年生。
畩ヶ山無二（けさがやま むに）
ふたりおうえんだんの片割れ。
天王寺唯一（てんのうじ ゆいいつ）
ふたりおうえんだんの片割れ。
日向萬（ひゅうが まん）
塾長。

## 書籍情報
- 原作：工藤哲孝・作画：笹古みとも『シチハゴジュウロク』講談社〈講談社コミックスマガジン〉、全4巻
  1. 2019年2月15日発売、ISBN 978-4-06-514424-4[1][7]
  2. 2019年4月17日発売、ISBN 978-4-06-514888-4[10][11]
  3. 2019年6月17日発売、ISBN 978-4-06-515312-3[9][12]
  4. 2019年8月16日発売、ISBN 978-4-06-516664-2[13][12]